# 劇団漂流船
劇団漂流船（げきだんひょうりゅうせん）は、日本の劇団である。映画やドラマ、舞台などに多数出演活躍中の個性派俳優井田國彦を主宰として2007年に設立される。現在はInfinity Dramatic Art ( 株式会社スリーベイシス管理）として活動が行われている。

## 概
劇団員数は専属者約10名。約含め20人で構成されている。リアルさを追求する芝居に重点を置き、社会に貢献できる地域と結びついた演劇作り、人と人との心の通うエンターテインメントを目指している。
癌や鬱、臓器移植、知的障害、心臓病のランナー、一家惨殺事件、交通事故などの題材を取り上げ、当事者、その家族、家族を取り巻く人々、様々な立場、観点から、テーマを見つめ、絶望の淵にいる人々に、「人間の素晴らしさ」「人生の素晴らしさ」、夢や希望を少しでも感じてもらえたらという思いで作品作りに取り組んでいる。
舞台製作は勿論、主宰である井田國彦の下、演劇から生まれた内容で社会に貢献できる映像製作も行う。劇場多チャンネルLIVE中継にも強い劇団である。

## 主な所属俳優
現材のInfinity Dramatic Art（劇団漂流船改め）のメンバー
- 井田國彦 - 主宰

（以下50音順）
- 千葉誠樹
- 矢野いずみ
- 保志乃寛典
- 白米花帆
- 英村伊恩
- 左藤友佳子
- 吉田将基
- 小田雅起
- 小林詩

外部登録メンバー
- 藤田由美子
- 藤田怜
- いまいゆかり
- 生井みづき
- 安倍甘彩
- 三谷ありさ
- カイル

- IEE LYN

その他

旧メンバー（劇団漂流船メンバー）
- 新垣直人
- 小河勇人
- 梶原拓也
- 神谷れい子
- 小松未來
- 笹本れいか
- 高田真友子
- まこやま市役所
- 宗村蔵人
- 山田恵美
- 吉田将基

その他

## 過去客演俳優
- 竹本孝之
- ティ･カトウ（チャド･マレーン） （よしもとクリエイティブ・エージェンシー所属）
- 下田麻美 （アーツビジョン所属）
- 町屋雄三
- 山田かな
- 小川大悟（エーライツ所属）
- 庄田侑右
- 新森大也
- 新鹿由美子
- スチール哲平（フリップアップ所属）

その他

## 関係会社＆団体等
- 株式会社3BASIS
- (株)トラストネットワーク
- (株)NEWSエンターテインメント
- 劇団往来
- SABカンパニー
- NPO法人キャンサーネットジャパン
- 井田國彦事務所
- その他